# 無錫駅
無錫駅（むしゃくえき）は中華人民共和国江蘇省無錫市梁渓区興源路に位置する中国国鉄上海鉄路局が管轄する特等駅である。年間の旅客輸送量は2100万人以上である。現在の駅の北に隣接して滬寧都市間鉄道のホームが設置された。2014年に無錫地下鉄1号線が開通、また2020年にも3号線が開通しており、当駅はどちらの路線も乗り換えが可能となっている。

## 所属路線
- 中国国鉄
  - 京滬線：北京駅より1337km、上海駅まで126km[4]。
  - 滬寧都市間鉄道

## 駅構造

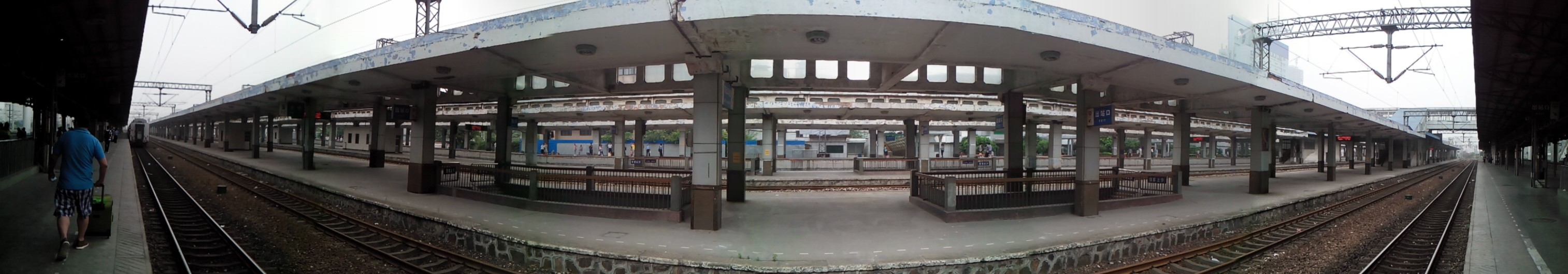
改造前の荷台（2014年）

改造済の荷台（2018年）

駅内部

単式ホーム2面、島式ホーム5面の地上駅であったが、2010年7月1日の滬寧都市間鉄道の開業に伴い新ホームも利用開始になっている。

## 利用状況

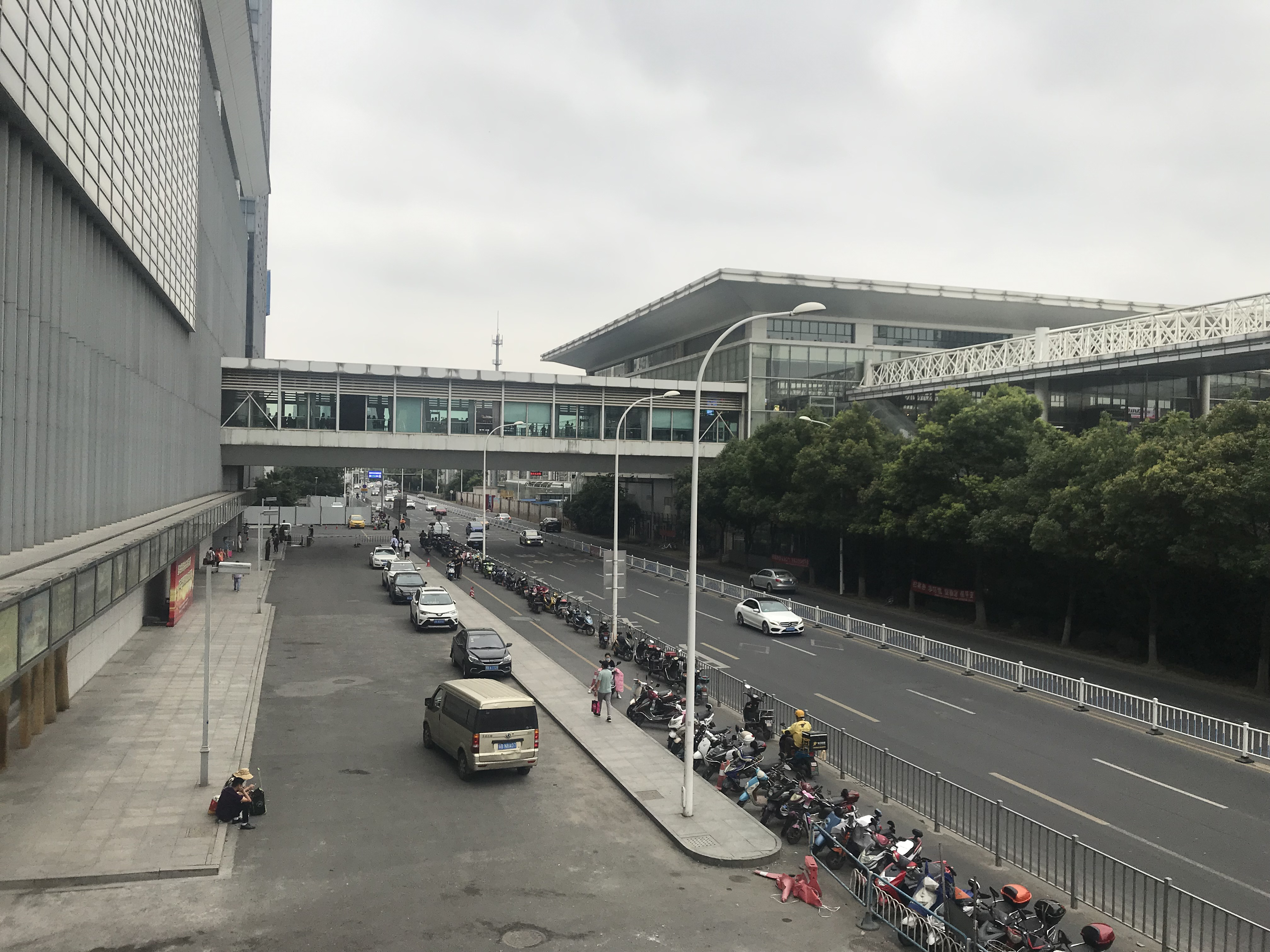
興源路

無錫駅は 1905 年に建設され、当初は一等駅でしたが、1973 年に無錫駅が拡張工事を開始し、1976 年に無錫駅が複線駅として建設され、1999 年に無錫駅が特等駅になりました。 2018年12月10日、無錫駅 南広場の再建プロジェクトが完了し、使用開始されました。

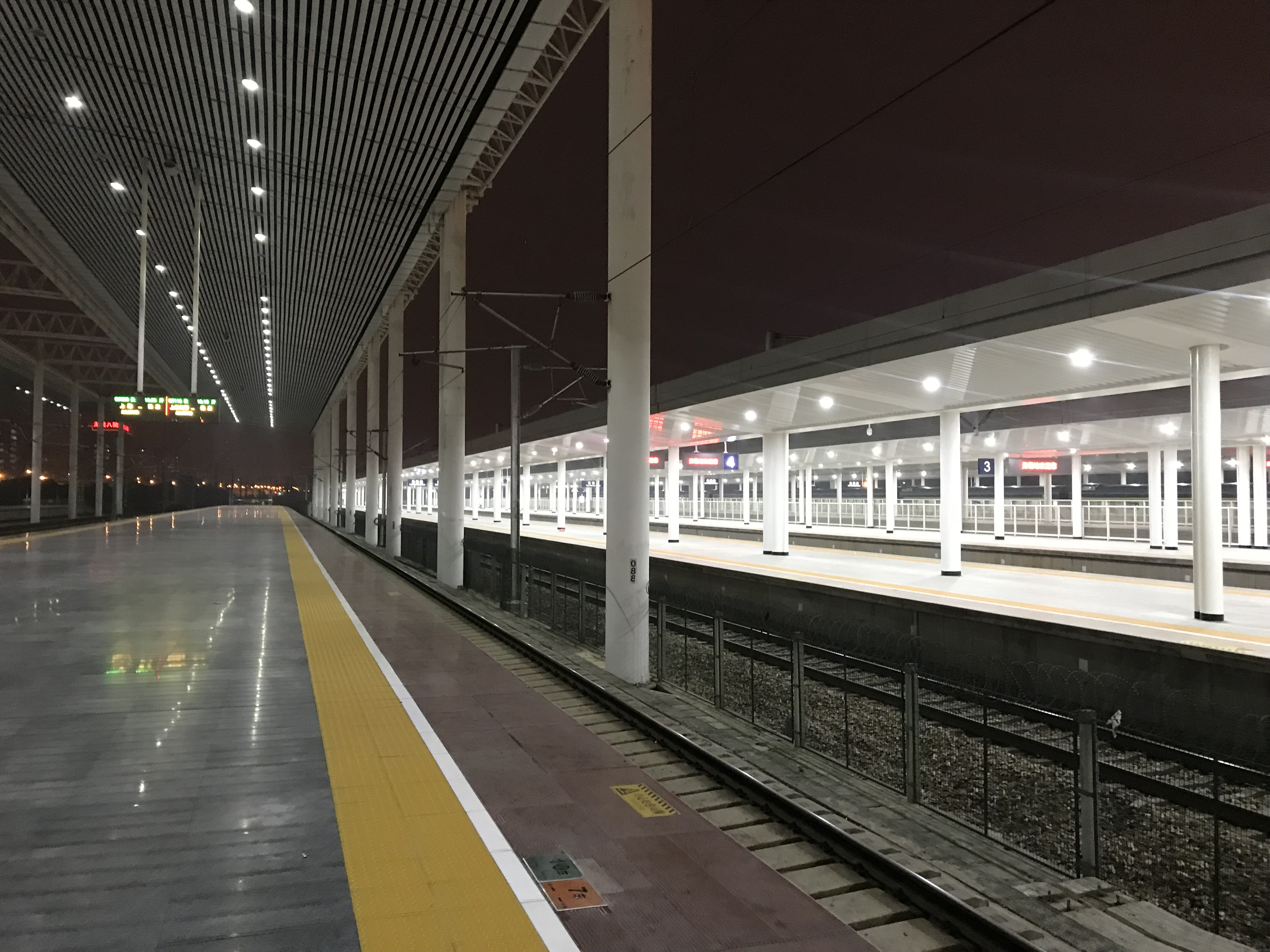
荷台

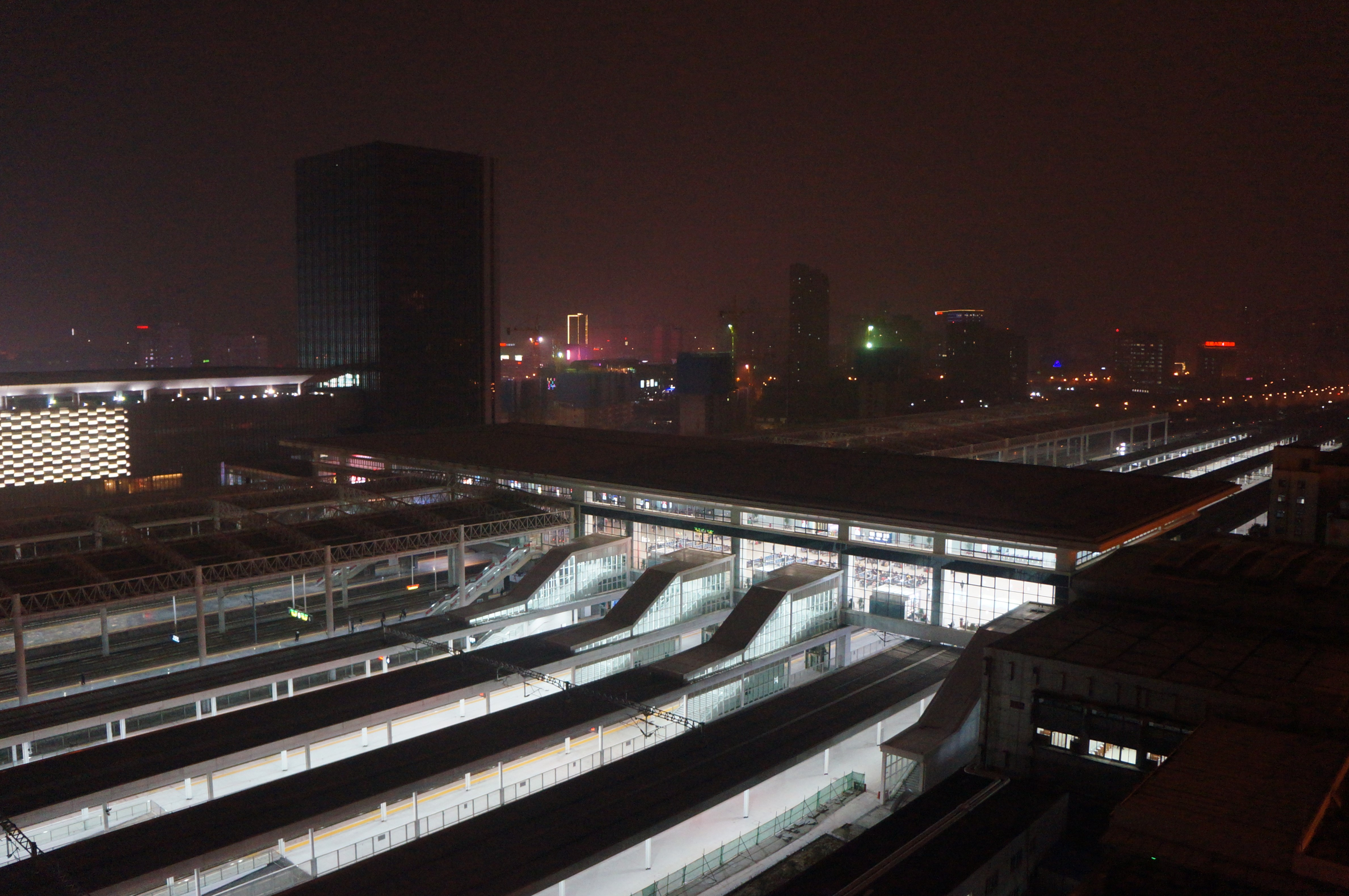
無錫駅

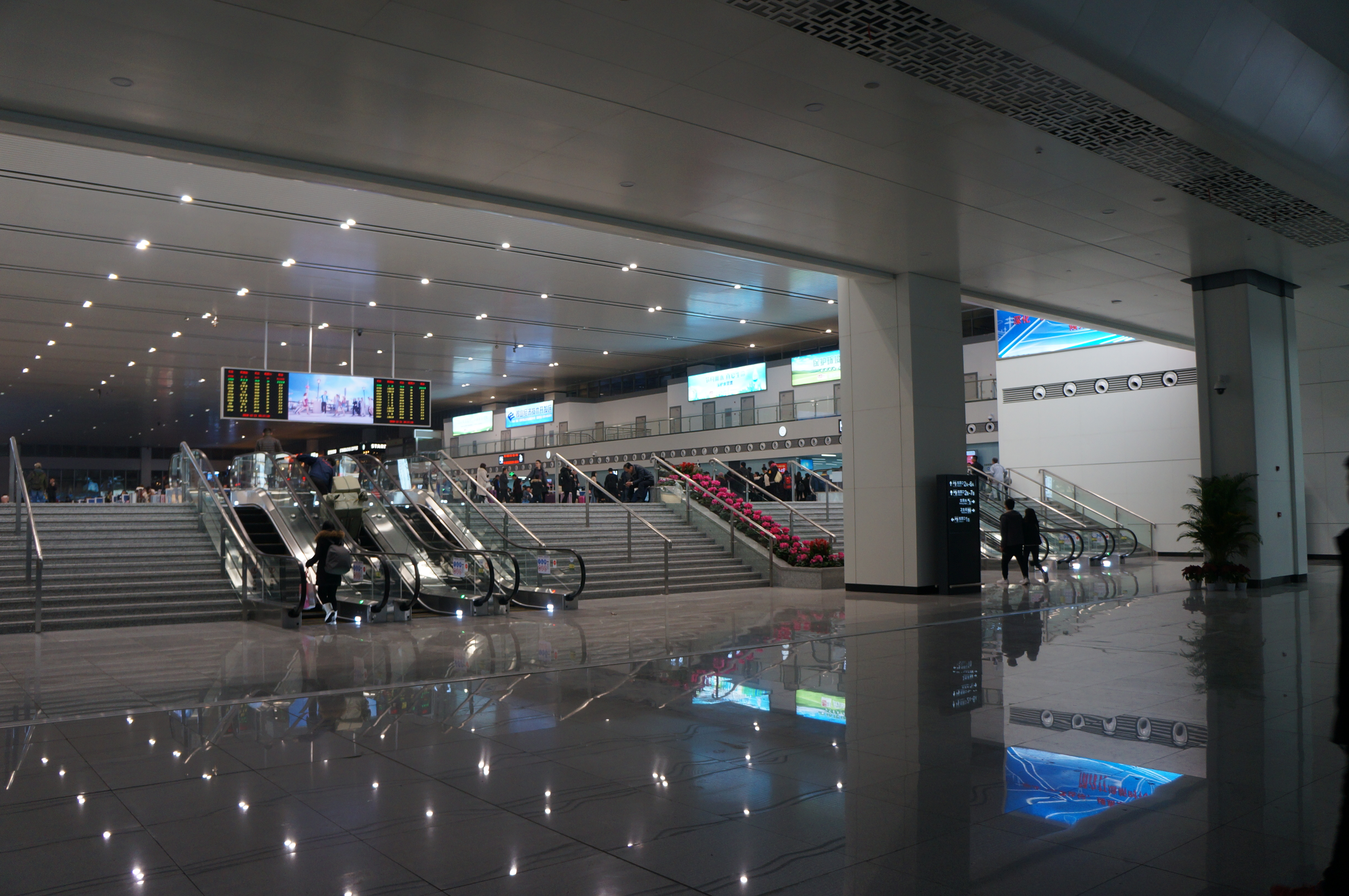
南プラザ内部

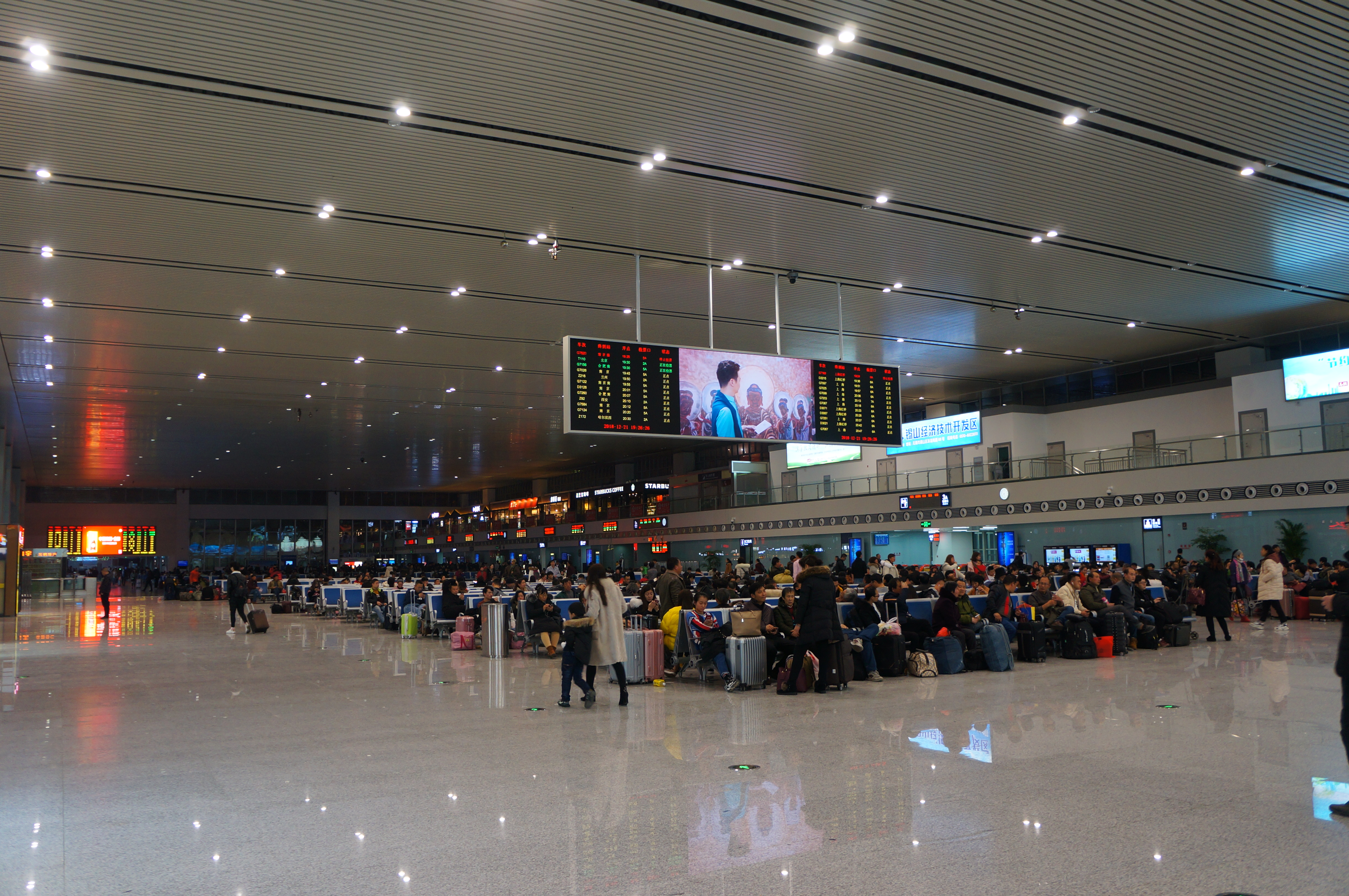
駅内部

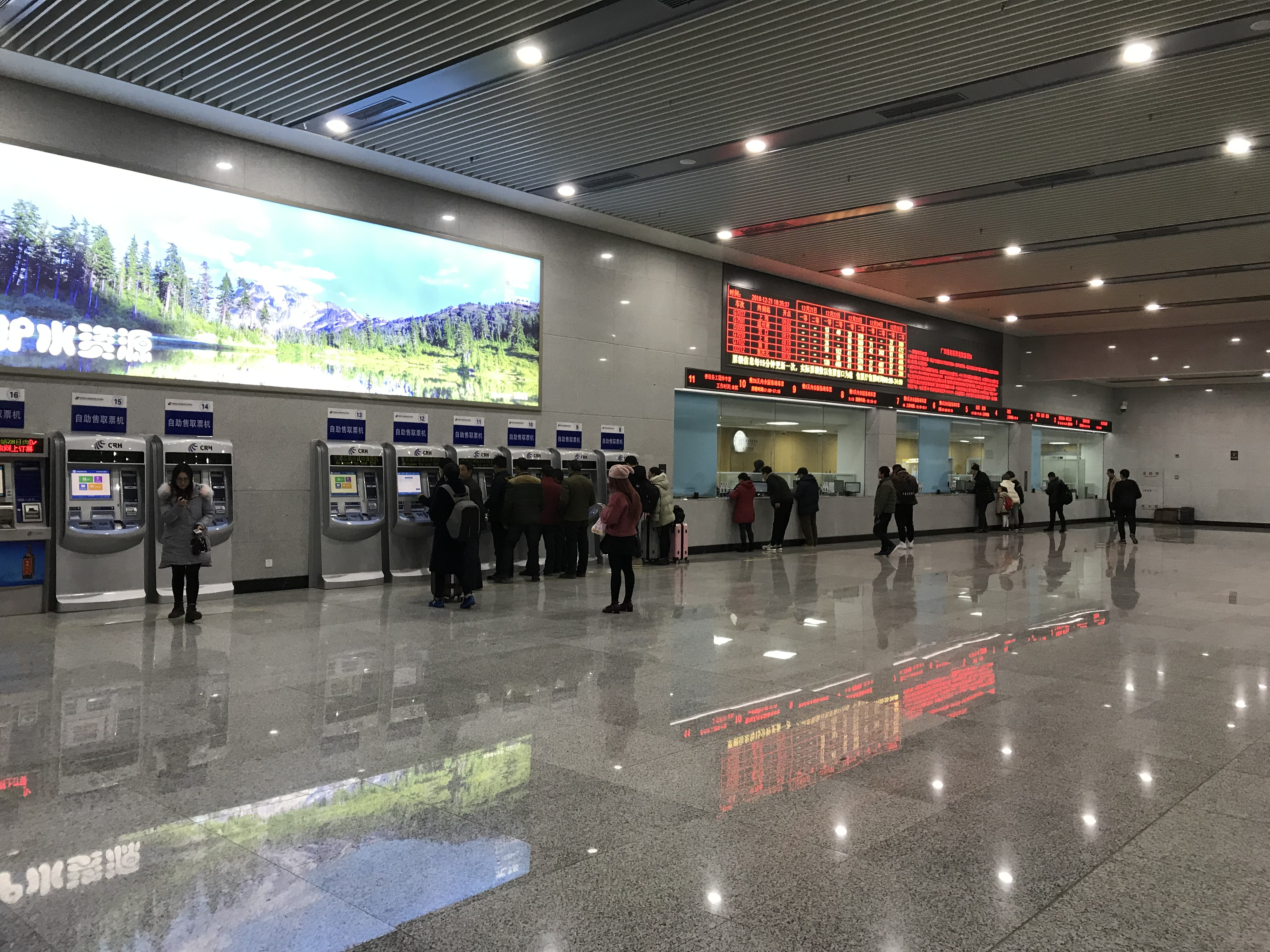
チケット自動販売

2018年12月現在、無錫駅は7つのホームがあり、重要な旅客駅でもあります。中華人民共和国江蘇省無錫市梁西区興源路は中国鉄道上海局集団有限公司に属する。 2014 年 7 月 1 日に正式に開通した無錫地下鉄 1 号線と、2020 年 10 月 28 日に開通した 3 号線もここに駅を設置しました。
本駅は京滬線の旅客、貨物を扱う特等駅で、現在、各種別を含め毎日列車330本以上停発車、旅客使用人数は3万人超えっている。
2016年、無錫駅南プラザ再建築済。
2022 年には、無錫駅南広場の地下道、広場、およびその周辺地域の全体的な改修工事が正式に開始されます。

## 歴史
- 中国新幹線列車当駅内の無錫地下鉄1906年7月18日 - 開業した[7][8]。

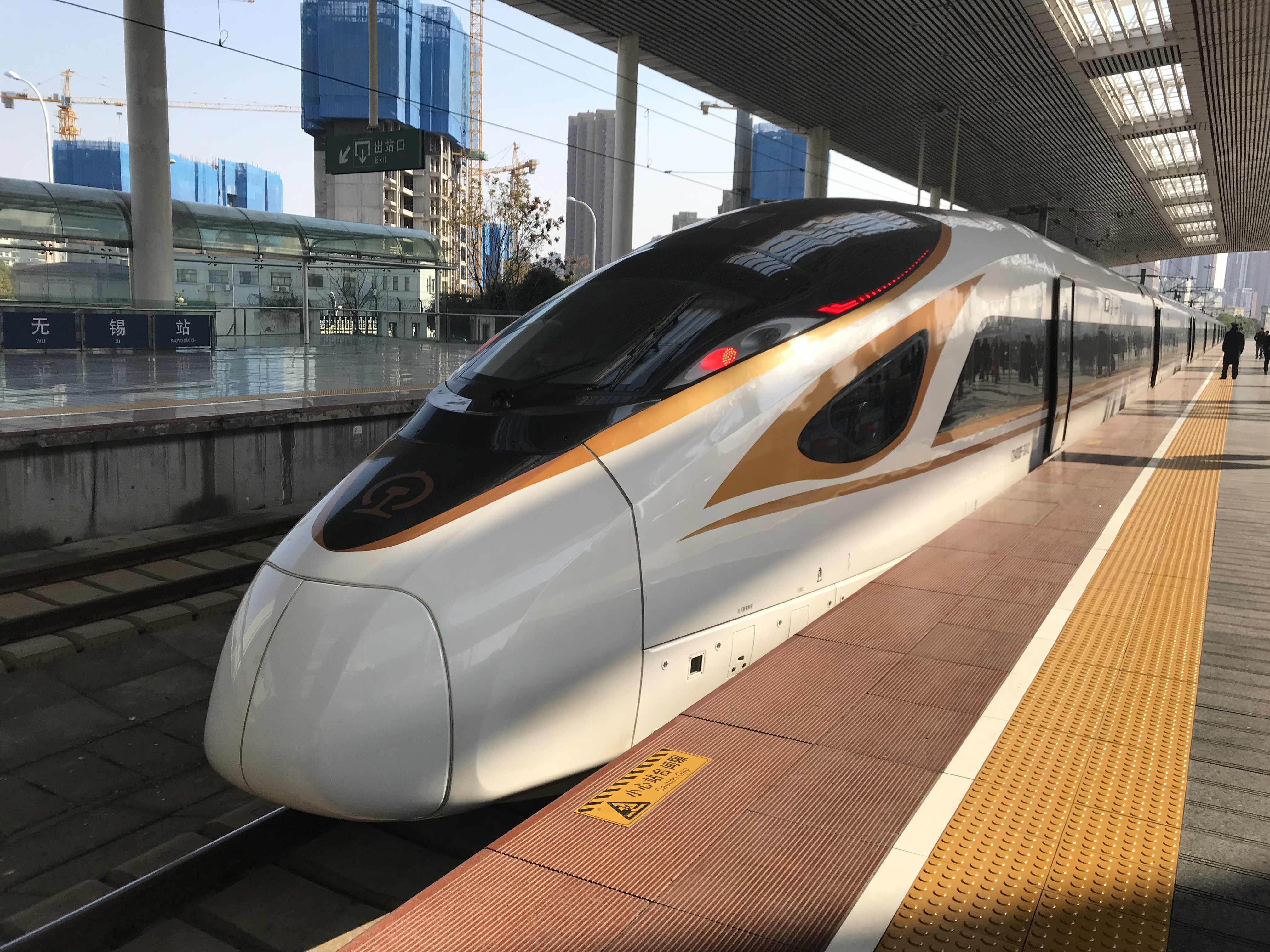
中国新幹線列車

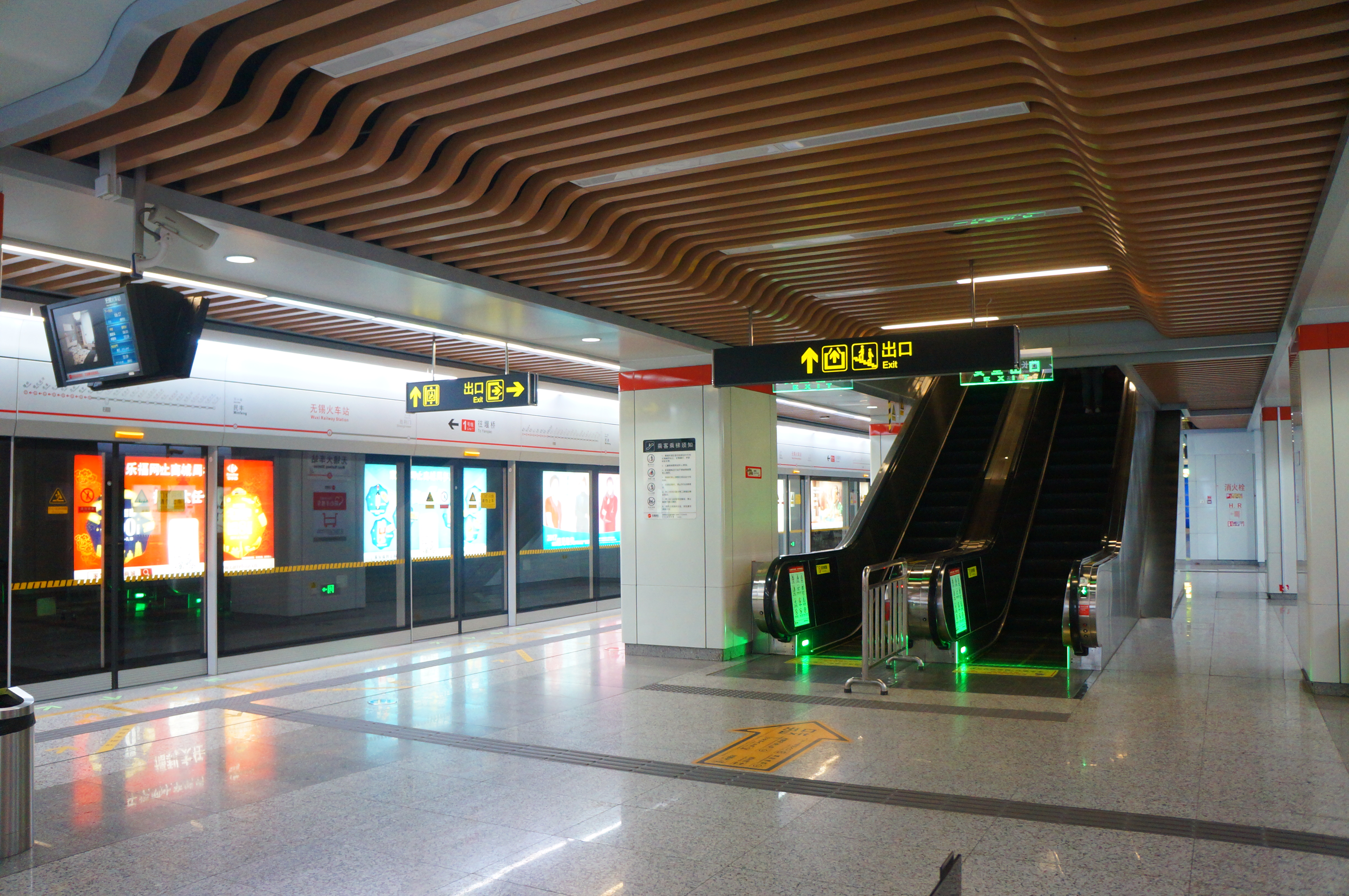
当駅内の無錫地下鉄

- 1949年4月10日 - 新駅舎が完成した[8]。
- 1969年6月 - 拡張した待合室ビルが出来た[8]。
- 1982年5月12日 - 一等駅となった[8]。
- 1989年1月5日 - 新駅舎が完成した[8]。
- 1989年1月18日 - 新たな貨物扱い施設を使用開始した[8]。
- 1997年10月18日 - 新しい事務ビルが完成した[8]。
- 2000年7月13日 - 新たな待合室ビルを使用開始した[8]。
- 2002年9月28日 - 駅前広場の改造が完成した[8]。
- 2003年4月22日 - 新たな出札所を使用開始した[8]。
- 2004年10月8日 - 拡張した貨物扱い施設を使用開始した[8]。
- 2004年12月31日 - 全面的に拡張改造された軟席待合室を使用開始した[8]。
- 2005年国慶節前 - 駅舎南側の拡張改造工事が終わり使用開始した[5]。
- 2010年7月1日 - 滬寧都市間鉄道が開業した[9]。
- 2018年 - 駅舎再構築した。
- 2022年 - 南プラザ建物と地下プラザの建築更新開始した。

## 隣の駅
中国国鉄
京滬線
無錫北駅（元石塘湾駅） - 無錫駅 - 無錫南駅
滬寧都市間鉄道
恵山駅 - 無錫駅 - 無錫新区駅